# Marduk-remanni
Marduk-remanni (akad. Marduk-rēmanni, tłum. „O Marduku, zlituj się nade mną!”) – wysoki dostojnik sprawujący urząd rab szake (wielkiego podczaszego) za rządów asyryjskiego króla Salmanasara IV (782-773 p.n.e.). Według asyryjskich list i kronik eponimów w 779 r. p.n.e. pełnił on również urząd limmu (eponima).